# Melanocito
El melanocito es una célula dendrítica que deriva de la cresta neural y que migra hacia la epidermis y el folículo piloso durante la embriogénesis. Su principal función es la producción de melanina que tiene importancia en la protección contra los rayos solares.
En situaciones normales los melanocitos se disponen a nivel de la capa basal epidérmica y contactan con los queratinocitos por medio de sus dendritas, existe un melanocito por cada 4 o 10 queratinocitos.
El color de la piel depende de los melanocitos, según su actividad.
Se caracterizan por su núcleo ovoide y en condiciones normales los melanocitos se disponen a nivel de la capa basal epidérmica contactando con los queratinocitos por medio de sus prolongaciones (dendritas). La densidad de melanocitos es variable dependiendo de la región anatómica, pero es muy constante entre los individuos de diferentes etnias. Los melanocitos epidérmicos producen y secretan el pigmento llamado melanina, que protege al organismo de efectos deletéreos de la radiación UV no ionizante. El color de la piel depende de la actividad de estas células. La melanina puede ser de eumelanina (color marrón parduzco) o feomelanina (pigmento rojo amarillento). Ambas formas son producidas a partir de la oxidación de la tirosina a 3,4-dihidroxifenilalanina (DOPA) a través de la acción de la enzima tirosinasa y la ulterior conversión de la DOPA. Estas reacciones ocurren inicialmente en estructuras denominadas premelanosomas, que derivan del aparato de Golgi. A medida que se produce más melanina por oxidación de la tirosina, la estructura interna del premelanosoma se transforma en el gránulo melánico maduro (melanosoma). Los melanosomas en desarrollo y su contenido de melanina se transfieren a los queratinocitos vecinos por donación pigmentaria. Este proceso, que comprende la fagocitosis del extremo de la prolongación del melanocito por el queratinocito es un tipo de secreción citócrina (porque también se fagocita una pequeña cantidad de citoplasma alrededor del melanosoma).
Los melanocitos están relacionados con algunas enfermedades como el vitiligo o el melanoma. El vitiligo se caracteriza por la formación de unas manchas blancas en la piel como resultado de la falta de pigmentación de ésta. No se sabe bien por qué ocurre el proceso, pero algunas de las hipótesis implican la destrucción de los melanocitos por el propio sistema inmune, o por funcionamiento anormal de algunas células nerviosas que producirán sustancias tóxicas provocando el daño de los mismos.
El melanoma suele considerarse un tipo de cáncer de piel, sin embargo, también puede originarse en la orofaringe, esófago, tubo digestivo, mucosa genitourinaria, meninges y la úvea del ojo. Estos últimos orígenes reflejan las ubicaciones secundarias de los melanocitos.
Esta neoplasia maligna se forma por una concentración de melanocitos malignos. Cuando la concentración es de melanocitos benignos aparecen las pecas, lunares y lentigos.